# Akola
Akola (en marathi: अकोला )  est une ville de l'État indien du Maharashtra.